# Strangalia instabilis
Strangalia instabilis là một loài bọ cánh cứng trong họ Cerambycidae.